# Odo van Metz

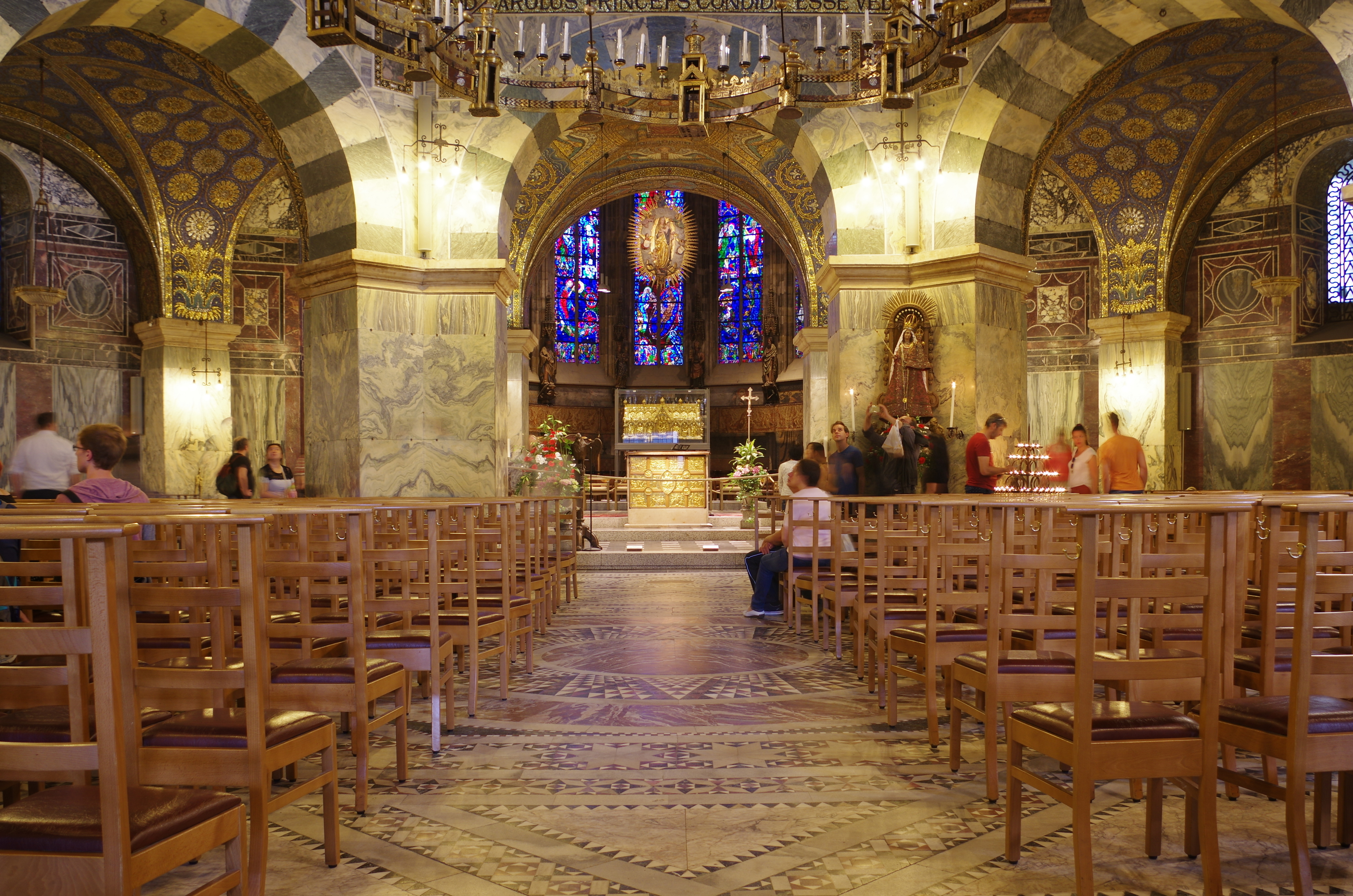
Interieur van de Akense paltskapel

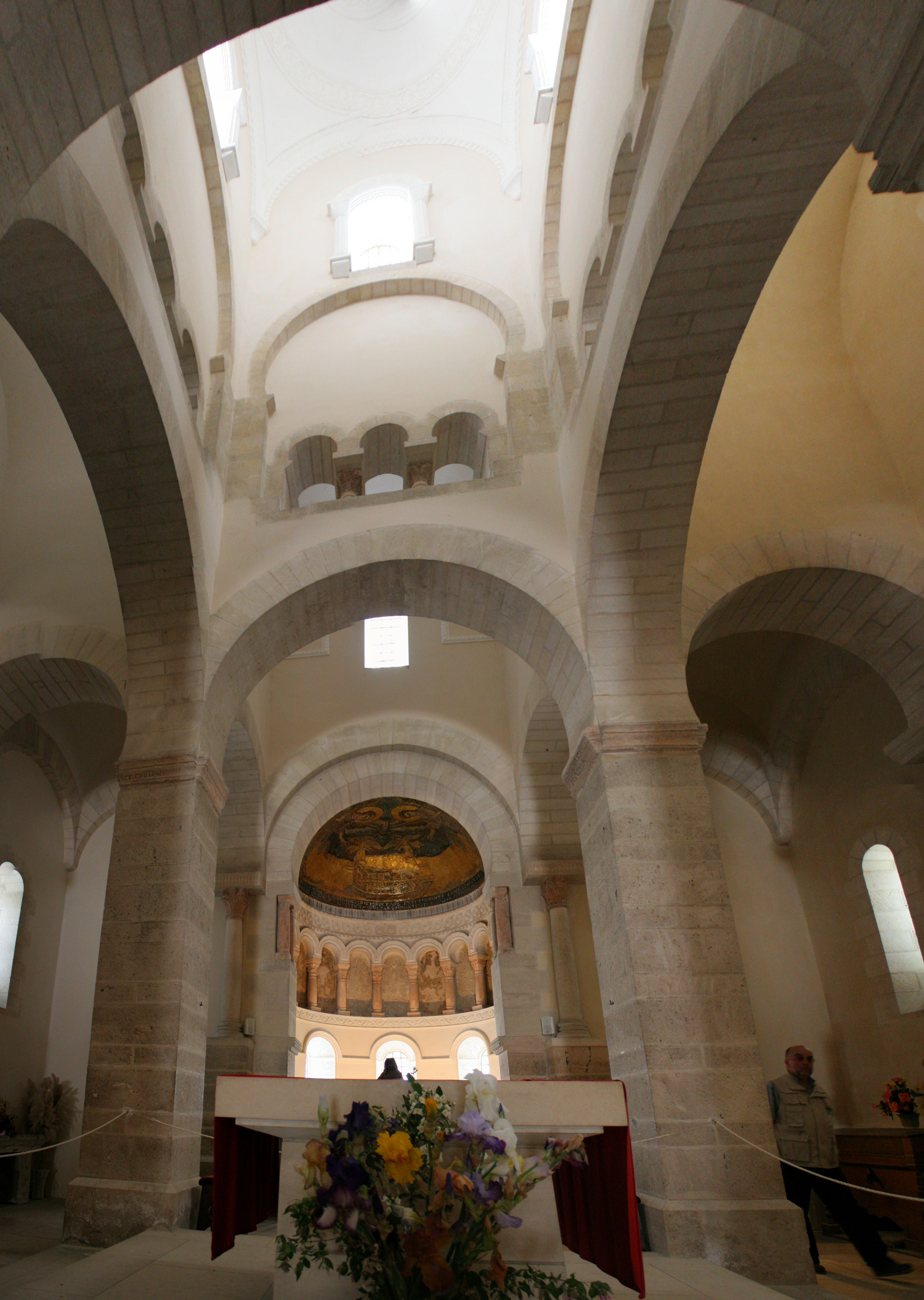
Kerk van Germigny-des-Prés

Odo van Metz was een Frankische architect, van Armeense afkomst. Hij was een tijdgenoot van Karel de Grote (742-814), in wiens opdracht hij de kapel van de Akense koningspalts bouwde, nu een deel van de Dom van Aken. Dit gebouw werd in 798 ingewijd. Hij liet zich hierbij inspireren door de Basiliek van San Vitale in Ravenna in Italië.
Daarnaast bouwde hij in opdracht van Theodulf, de bisschop van Orléans, de kerk van Germigny in Germigny-des-Prés als een privé-oratorium.